# Mecze reprezentacji Polski U-21 w piłce nożnej mężczyzn prowadzonej przez Michała Probierza
Zestawienie meczów reprezentacji Polski U-21 pod wodzą selekcjonera Michała Probierza.

## Opis
Michał Probierz selekcjonerem reprezentacji Polski U-21 został 4 lipca 2022 roku. Debiut w roli selekcjonera zaliczył 23 września 2022 roku w przegranym 0:1 meczu towarzyskim z reprezentacją Grecji U-21, rozegranym na Stadionie Miejskim w Białymstoku.

## Oficjalne międzynarodowe mecze
| Lp. | Data       | Miejsce                        | Przeciwnik     | Wynik | Turniej         | Przypisy    |
| --- | ---------- | ------------------------------ | -------------- | ----- | --------------- | ----------- |
| 1.  | 23.09.2022 | Stadion Miejski, Białystok     | Grecja U-21    | 0:1   | Mecz towarzyski | [ 2 ]       |
| 2.  | 27.09.2022 | Stadion Miejski, Suwałki       | Łotwa U-21     | 1:1   | Mecz towarzyski | [ 3 ] [ 4 ] |
| 3.  | 17.11.2022 | Stadion im. Aldo Drosiny, Pula | Chorwacja U-21 | 1:3   | Mecz towarzyski | [ 5 ]       |
| 4.  | 21.11.2022 | * Igralište Mutila, Medulin    | Turcja U-21    | 3:2   | Mecz towarzyski | [ 6 ]       |

## Bilans

### Ogółem
| Ogółem | M | Z | R | P | GZ | GS | BG |
| ------ | - | - | - | - | -- | -- | -- |
| Ogółem | 4 | 1 | 1 | 2 | 5  | 7  | –2 |

### Miejsce
| Miejsce         | M | Z | R | P | GZ | GS | BG |
| --------------- | - | - | - | - | -- | -- | -- |
| Dom             | 1 | 0 | 1 | 1 | 1  | 2  | –1 |
| Wyjazd          | 1 | 0 | 0 | 1 | 1  | 3  | –2 |
| Neutralny teren | 1 | 1 | 0 | 0 | 3  | 2  | +1 |

### Turnieje
| Turniej           | M | Z | R | P | GZ | GS | BG |
| ----------------- | - | - | - | - | -- | -- | -- |
| Mecze towarzyskie | 4 | 1 | 1 | 2 | 5  | 7  | –2 |

### Lata
| Rok  | M | Z | R | P | GZ | GS | BG |
| ---- | - | - | - | - | -- | -- | -- |
| 2022 | 4 | 1 | 1 | 2 | 5  | 7  | –2 |

## Rekordy
- Najwyższe zwycięstwo:  Turcja U-21 3:2 (21.11.2022, Medulin)
- Najwyższa porażka:  Chorwacja U-21 1:3 (17.11.2022, Pula)
- Najszybciej zdobyty gol: Filip Szymczak ( Turcja U-21, 21.11.2022, Medulin) – 7 min.
- Najszybciej stracony gol:  JStipe Biuk (17.11.2022, Pula) – 32 min.

## Strzelcy
| Lp. | Zawodnik          | Gole |
| --- | ----------------- | ---- |
| 1.  | Filip Szymczak    | 2    |
| 1.  | Bartłomiej Kłudka | 2    |
| 3.  | Kajetan Szmyt     | 1    |

## Mecze zawodników w reprezentacji za kadencji Probierza
| Lp.        | Zawodnik            | Data urodzenia | Mecze     | Gole      | Kartki żółte/czerwone |
| Bramkarze  | Bramkarze           | Bramkarze      | Bramkarze | Bramkarze | Bramkarze             |
| ---------- | ------------------- | -------------- | --------- | --------- | --------------------- |
| 1.         | Krzysztof Bąkowski  | 04.01.2003     | 2         | 0         | 0                     |
| 2.         | Kacper Bieszczad    | 11.09.2002     | 1         | 0         | 0                     |
| 3.         | Kacper Tobiasz      | 04.11.2002     | 1         | 0         | 0                     |
| 4.         | Kacper Trelowski    | 19.08.2003     | 1         | 0         | 0                     |
| Obrońcy    |                     |                |           |           |                       |
| 1.         | Marcel Błachewicz   | 06.05.2003     | 1         | 0         | 0                     |
| 2.         | Bartłomiej Kłudka   | 14.05.2002     | 4         | 2         | 0                     |
| 3.         | Ariel Mosor         | 19.02.2003     | 4         | 0         | 0                     |
| 4.         | Patryk Peda         | 16.04.2002     | 4         | 0         | 0                     |
| 5.         | Maksymilian Pingot  | 01.04.2003     | 2         | 0         | 1/0                   |
| 6.         | Tomasz Wójtowicz    | 19.12.2003     | 2         | 0         | 0                     |
| Pomocnicy  |                     |                |           |           |                       |
| 1.         | Jan Biegański       | 04.12.2002     | 2         | 0         | 1/0                   |
| 2.         | Daniel Dudziński    | 10.03.2003     | 1         | 0         | 0                     |
| 3.         | Fryderyk Gerbowski  | 17.01.2003     | 2         | 0         | 0                     |
| 4.         | Dawid Hanc          | 10.07.2002     | 1         | 0         | 0                     |
| 5.         | Mariusz Fornalczyk  | 15.01.2003     | 4         | 0         | 0                     |
| 6.         | Jakub Kałuziński    | 31.10.2002     | 2         | 0         | 1/0                   |
| 7.         | Kacper Kozłowski    | 16.10.2003     | 2         | 0         | 0                     |
| 8.         | Mateusz Łęgowski    | 29.01.2003     | 4         | 0         | 1/0                   |
| 9.         | Filip Marchwiński   | 10.01.2002     | 3         | 0         | 1/0                   |
| 10.        | Mateusz Musiałowski | 16.10.2003     | 3         | 0         | 1/0                   |
| 11.        | Jakub Myszor        | 07.06.2002     | 4         | 0         | 0                     |
| 12.        | Arkadiusz Pyrka     | 20.09.2002     | 4         | 0         | 0                     |
| 13.        | Michał Rakoczy      | 30.03.2002     | 4         | 0         | 0                     |
| 14.        | Adam Ratajczyk      | 12.06.2002     | 2         | 0         | 0                     |
| 15.        | Kajetan Szmyt       | 29.05.2002     | 4         | 1         | 0                     |
| Napastnicy |                     |                |           |           |                       |
| 1.         | Aleksander Buksa    | 15.01.2003     | 2         | 0         | 0                     |
| 2.         | Dawid Kocyła        | 23.07.2002     | 1         | 0         | 0                     |
| 3.         | Filip Szymczak      | 06.05.2002     | 4         | 2         | 1/0                   |
| 4.         | Szymon Włodarczyk   | 05.01.2003     | 2         | 0         | 0                     |

## Szczegóły
| 23 września 2022 16:30 CET | Polska U-21 | 0:1(0:0)Raport | Grecja U-21 · 49' Kossídis | Stadion Miejski, Białystok Sędzia: Łukasz Kuźma |
|                            |             |                |                            |                                                 |

 Polska U-21: Kacper Tobiasz - Tomasz Wójtowicz (76. Bartłomiej Kłudka), Ariel Mosór, Patryk Peda, Kajetan Szmyt - Michał Rakoczy (66. Arkadiusz Pyrka), Jakub Kałuziński (66. Mateusz Łęgowski), Kacper Kozłowski (75. Mateusz Musiałowski), Filip Marchwiński, Jakub Myszor (75. Mariusz Fornalczyk) - Filip Szymczak (66. Szymon Włodarczyk).
 Grecja U-21: Kóstas Tzolákis (61. Kóstas Baloménos) - Giórgos Tourkochorítis (71. Ángelos Tsávos), Kyriákos Aslanídis (70. Vassílis Troúboulos), Giótis Panagiótou, Fótis Kítsos (62. Apostólis Apostolópoulos) - Chrístos Kryparákos (61. Chrístos Belevónis), Thomás Karabéris (61. Argýris Darélas), Chrístos Kourfalídis (62. Dimítris Metaxás), Vassílis Sourlís (62. Títos Koutentákis), Giánnis Konstantélias (71. Tássos Sapountzis) - Mários Tzavídas (32. Michális Kossídis).
| 27 września 2022 17:30 CET | Polska U-21 · Kłudka 71' | 1:1(0:0)Raport | Łotwa U-21 · 59' Kaušelis | Stadion Miejski, Suwałki Sędzia: Paweł Malec |
|                            |                          |                |                           |                                              |

 Polska U-21: Kacper Trelowski (74. Krzysztof Bąkowski) - Bartłomiej Kłudka (74. Arkadiusz Pyrka), Ariel Mosór (74. Patryk Peda), Maksymilian Pingot, Kajetan Szmyt (74. Dawid Hanc) - Mariusz Fornalczyk (60. Dawid Kocyła), Mateusz Łęgowski (60. Daniel Dudziński), Fryderyk Gerbowski (74. Michał Rakoczy), Jakub Kałuziński (60. Kacper Kozłowski), Mateusz Musiałowski (60. Jakub Myszor) - Szymon Włodarczyk (60. Filip Szymczak).
 Łotwa U-21: Jānis Beks (46. Sergejs Vilkovs) - Jegors Novikovs, Kārlis Vilnis, Aleksejs Kudeļkins, Maksims Fjodorovs - Kristiāns Kaušelis, Kristers Penkevics, Oskars Vientiess (79. Jēkabs Lagūns), 7. Lūkass Vapne (79. Kristofers Rēķis), Eduards Daškevičs (72. Oļģerds Raščevskis) - Markuss Kruglaužs (46. Artjoms Puzirevskis).
| 17 listopada 2022 18:00 CET | Chorwacja U-21 · Biuk 32', 45' · Ljubičić 89' | 3:1(2:1)Raport | Polska U-21 · 20' Szymczak | Stadion im. Aldo Drosiny, Pula Sędzia: Marin Vidulin |
|                             |                                               |                |                            |                                                      |

 Chorwacja U-21: Karlo Sentić - Jan Jurčec (83. Mislav Matić), Luka Jelenić, Mauro Perković, Hrvoje Smolčić (83. Ivan Smolčić) - Marco Pašalić (60. Marin Ljubičić), Veldin Hodža (60. Michele Šego), Ante Palaversa (72. Marko Bulat), Martin Baturina (60. Jurica Pršir), Stipe Biuk (72. Luka Stojković) - Dion Drena Beljo (60. Roko Šimić).
 Polska U-21: Kacper Bieszczad - Tomasz Wójtowicz (46. Bartłomiej Kłudka), Ariel Mosór, Patryk Peda, Kajetan Szmyt - Mateusz Musiałowski (46. Adam Ratajczyk), Jan Biegański, Mateusz Łęgowski (83. Mariusz Fornalczyk), Filip Marchwiński (76. Michał Rakoczy), Jakub Myszor (63. Aleksander Buksa) - Filip Szymczak.
| 21 listopada 2022 13:00 CET | Polska U-21 · Szymczak 7' · Kłudka 45' · Szmyt 56' | 3:2(2:0)Raport | Turcja U-21 · 62' Baltacı · 69' Bayram | Igralište Mutila, Medulin Sędzia: Matej Bezelj |
|                             |                                                    |                |                                        |                                                |

 Polska U-21: Krzysztof Bąkowski - Ariel Mosór (64. Marcel Błachewicz), Patryk Peda, Maksymilian Pingot - Bartłomiej Kłudka, Mateusz Łęgowski (64. Fryderyk Gerbowski), Jan Biegański, Jakub Myszor (64. Adam Ratajczyk), Filip Marchwiński (46. Aleksander Buksa), Kajetan Szmyt (77. Mariusz Fornalczyk) - Filip Szymczak (64. Michał Rakoczy).
 Turcja U-21: Ertuğrul Çetin - Efecan Mızrakçı (46. Seyhan Yiğit), Serdar Saatçı (46. Metehan Baltacı), Emin Bayram (83. Yunus Emre Çift), Ravil Tagir (46. Bertuğ Yıldırım), Ali Barak (46. Kazımcan Karataş) - Aral Şimşir (46. Hakan Yeşil), Cem Türkmen, Berkay Vardar (65. Taha Altıkardeş), Kenan Yıldız (46. Yusuf Barası) - Enis Destan.